# Eudesmia tehuacana
Eudesmia tehuacana är en fjärilsart som beskrevs av Dyar 1917. Eudesmia tehuacana ingår i släktet Eudesmia och familjen björnspinnare. Inga underarter finns listade i Catalogue of Life.